# Dilbat
Dilbat was een stad in het oude Mesopotamië. De plaats lag aan het Arahtum-kanaal ongeveer 25 km zuidelijk van Babylon en is bekend als Tell al-Deylam (Irak).De heuvel is tussen twee takken van de huidige Eufraat gelegen, de Hilla en de Hindiya, ongeveer 20 km ten zuiden van de stad Hilla en 12 km noordwest van Kifl. Borsippa ligt 15 km naar het noordwesten. 
In het begin van de Oud-Babylonische tijd was het land nog allesbehalve verenigd en Dilbat was een van de steden waarom gestreden werd. Sumu-abum beweerde de stad onder controle te hebben, maar in de eerste paar jaar van Sumulael had Alumbiumu van Marad-Kazallu er de macht over. Nog voor zijn twaalfde jaar had Sumulael daar verandering in gebracht en werd de stad deel van het kernland van Babylonië. Er zijn een aantal kleitabletten uit deze tijd, maar zij handelen vrijwel uitsluitend over de familiearchieven van bepaalde vooraanstaanden.

## Tell al-Deylam

### 19e eeuw
Laat in de 19e eeuw werd er door plaatselijke gravers en door Hormuzd Rassam (voor het Brits Museum) gegraven, maar dat mag noch naar toenmalige en nog minder naar moderne maatstaven archeologie genoemd worden. Er werden kleitabletten gevonden maar de precieze herkomst ging verloren. Dit heeft ook aanleiding gegeven tot verwarring over de naam en de identificatie met het oude Dilbat. In Irak wordt de plaats steevast Deylam genoemd maar er zijn ook andere namen in omloop in de literatuur, zoals Deylem of Daillum. Bovendien is er verwarring ontstaan met een geheel verschillende plaats Dulaihim die 20 km zuidoostelijk van Nippur ligt.

### 1989
Armstrong keerde in 1989 terug naar de vindplaats en was er op basis van zijn vondsten van overtuigd dat Tell Al-Deylam wel degelijk Dilbat betrof. Opgraving in gebied A gaven niet veel resultaat, maar een vrij kleine plek van 4,5x4,5 m, gebied B leverde een paar bescheiden woningen uit de late Oud-Babylonische tijd op. Het aardewerk was goed te vergelijken met dat van Tell ed-Der dat op de 17e eeuw v.Chr te dateren is. Er werden geen inscripties gevonden. Wel waren er veel sporen van bakovens uit de latere Kassitische tijd. Er lijkt een hiaat van zo'n vier eeuwen tussen beide soort vondsten. Gebied C leverde scherven uit het begin van het tweede millennium (Ur III/Isin/Larsa) op tot aan het midden van het eerste (Neo-Babylonisch/Achaemenidisch) maar geen sporen van de vroeg-dynastische of Akkadische periode, althans niet in het eerste seizoen. Later bleek er net onder het oppervlak meer dan 4 meter Akkadisch en/of laar Vroeg-Dynastisch materiaal te liggen. De plek was dus wel degelijk in de periode waarin de kleitabletten geschreven werden bewoond.

### 2017-2020
Na de Irakoorlog werden de opgravingen in 2017 door de Universiteit van Babylon hervat, eerst onder Maryam Omran, later (2018–2020) onder Haider
Almamori. Er werd een grote tempel gevonden, gewijd aan de lokale godheid Uraš. Gevonden inscripties dateren het gebouw tot de 14e eeuw v.Chr. Een van de (Sumerische) inscripties luidt:
| 1)  | duraš                             | Voor Uraš,                                       |
| 2)  | en saĝ-kal                        | meest vooraanstaande heer                        |
| 3)  | k a - m u d - ĝ á l a n k i       | raadsheer? van hemel en aarde                    |
| 4)  | lugal-a-ni-ir                     | zijn heer                                        |
| 5)  | ku-ri-gal-zu                      | Kurigalzu,                                       |
| 6)  | gù-dé an-na                       | de geroepene van de god An,                      |
| 7)  | den-lil2 -da ĝeš-tuku             | die luistert naar Enlil,                         |
| 8)  | E2-i-bi2-AN-um (var. - a n - n a) | (en) de “E-Ibbi-Anum” (var. “E-ibi-Ana”) bouwde, |
| 9)  | e2 ki-aĝ2 -ĝa2 -ni                | zijn geliefde tempel,                            |
| 10) | dil-batki                         | in Dilbat.                                       |

De inscriptie laat weinig twijfel over de identiteit van de tempel of de stad. De genoemde Kurigalzu is waarschijnlijk de Kassiet Kurigalzu I, omdat van hem bekend is dat hij een uitgebreid bouwprogramma heeft uitgevoerd, en van zijn naamgenoot Kurigalzu II dat niet bekend is. Eerder gevonden inscripties waarin Assur-etil-ilani en Nebukadnezar II verklaren dat zij de E-Ibbi-Anum gerenoveerd hebben zijn hiermee ook een stuk duidelijker en geloofwaardiger geworden.